# سفارة بولندا في أستراليا
سفارة بولندا في أستراليا هي أرفع تمثيل دبلوماسي لدولة بولندا لدى أستراليا. تقع السفارة في Yarralumla, Australian Capital Territory ‏ وهي تهدف لتعزيز المصالح البولندية في أستراليا.

## وصلات خارجية
- الموقع الرسمي
- قائمة سفارات بولندا
- قائمة السفارات في أستراليا